# Első Pesti Spódium- és Enyvgyár Rt.
Az Első Pesti Spódium- és Enyvgyár Rt. egy megszűnt és elbontott budapesti vegyipari létesítmény.

## Története
A gyárat 1868-ban alapította Lichtl Károly, és az akkori Soroksári út 86. szám alá bejegyezve (valójában a mai Csont utca mellett működött). Fő termékei enyv, spódium (csontszén), csontliszt, és csontzsír voltak. 1896-os összesítések szerint 135 főt foglalkoztatott.
A gyár jelentős mennyiségű hulladékcsontot dolgozott fel.  Amikor a cukorgyártásból a spódiumot kiszorította a kénsav, és a csontlisztet sem alkalmazták trágyaként, a vállalat áttért az enyvgyártásra és nevét Első Pesti Spódium és Enyvgyár Rt.-re változtatta. Érdekesség, hogy ez a gyár állított elő először műtrágyát.
Első Pesti Spódium-, Enyv-, Műtrágya-, Vegyi Termékgyár Rt., Pesti Első Enyv- és Csontliszt Rt., Első Pesti Spódium és Csontlisztgyár, Erőtakarmánygyár, Spódiumgyár, Csontlisztgyár neveken is előfordul.
A gyár 1928-tól a Hungária Műtrágya-, Kénsav- és Vegyi Ipari Rt.-hez csatolva működött. Két iparvágánya is volt, amelyek a szomszédos Nagyvásártelep vágányaiból ágaztak ki, és a Soroksári út rendező vasútállomás felé voltak összeköttetésben.
Épületeit a terület 1990-es évekbeli rendezésekor elbontották.

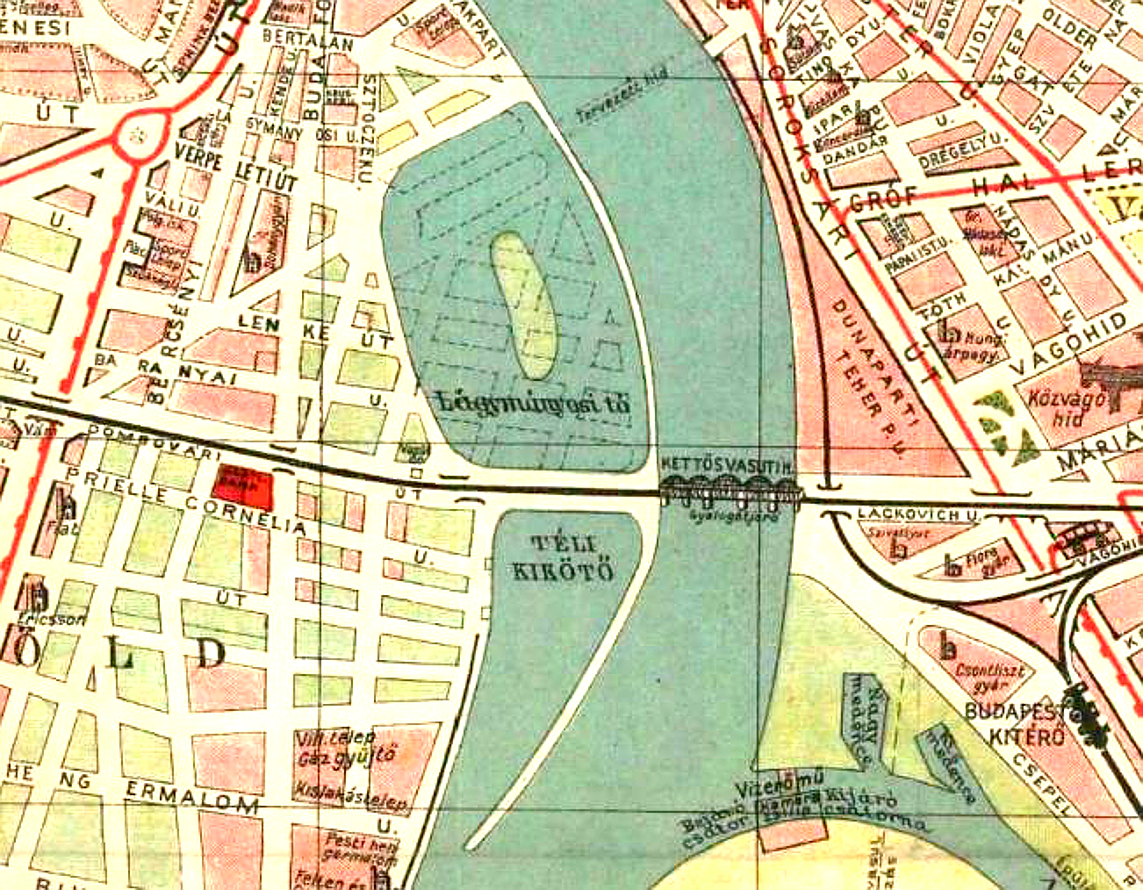
1930-as térképábrázolás

## Egyéb külső hivatkozások
- https://www.darabanth.com/hu/nagyaukcio/25/kategoriak~Mutargy-papirregiseg/Foto~10086/1911-Budapest-IX-Elso-Pesti-Spodium-es-Enyv-Gyar-gep-osztaly-dolgozoi-Nagymeretu-tablo-f~II1379075